# 少女的港湾

2011年版文库本封面

《少女的港湾》（日语：乙女の港）是一部以川端康成名义发表的长篇少女小说。
由当时师从川端的新人女作家中里恒子的创作为草稿，再由川端加工修改的共同执笔作品。 作品描绘了在横滨的教会学校就读的女学生之间的友谊。当时女学生间广泛流行S文化，高年级学生和低年级学生会以姐妹关系交往。虽然作品的舞台没有明确，但从地名和风景描述来看应该是横滨市 。1937年（昭和12年）起在少女向杂志《少女之友》6月号开始连载。同年4月1日实业之日本社发布单行本，是当时是人气作品。

## 情节概要
进入教会学校的大河原三千子，同时收到了五年级学生八木洋子的花和诗歌，以及四年级学生克子的信。三千子不明白为什么她会被高年级学生送来这种东西。同班同学的经子告诉了她有关S的风俗。经子从幼儿园起就在同一所学校就读，并告诉三千子放学回家路上会告诉她学校的情况，但三千子受洋子邀请乘洋子的车回了家，以此为契机她开始把洋子作为姐姐爱慕。然而大约在那时，关于洋子的谣言开始在学校里流传，使三千子和洋子困扰。
暑假期间，三千子和阿姨一起去轻井泽避暑，三千子又在那里遇到了克子。三千子无法拒绝克子的热情接近，和克子在轻井泽散步的过程中，也被与洋子不同魅力的克子所吸引。暑假结束学校开学时，克子特别主张她与三千子的亲密关系，使洋子苦恼。此外，三千子也为洋子和克子之间的对立而苦恼。

## 登场人物
大河原三千子（おおがわら みちこ）
一年级生。有着洋娃娃般可爱的外表，除了洋子和胜子之外，还收到了其他高年级学生的情书。基本上喜欢洋子，但是离开洋子留在轻井泽时也被胜子吸引了。性格天真，当洋子教导她时，就乖乖接受了洋子的教诲。另外她讨厌说别人的坏话，希望能和大家好好相处。
八木洋子（やぎ ようこ）
五年级生。在学校是优等生，擅长法语。她的母亲在她出生后不久就患上了精神疾病，她有着与母亲分离的灰暗过去，使她带有某种悲伤的气氛。她是农场主的女儿，家境殷实，但在故事中家道中落。但她总是努力积极地生活，不因厄运而气馁。她也有一颗关心不幸的人的心。
克子（かつこ）
四年级生。性格活泼好交际，身材好，擅长运动。另一方面好强，有很强的占有欲，试图让三千子成为自己的所有物。他视洋子为竞争对手，时常招惹她，但在运动会上受了重伤后被洋子的温柔所感动，改头换面。老家是贸易商。
经子（つねこ）
三千子的同学。从幼儿园开始就读于同一所学校，熟悉学校情况。试图将克子介绍给三千子。在三千子选择了洋子作为姐姐之后，试图向三千子散布洋子的谣言，并对三千子变得不友好。

## 关于中里恒子的草稿
《少女的港湾》是作为川端康成的独立作品发行的，但在新版《川端康成全集 补编2》中发表的和中里恒子之间的往来信件中，表明了是川端对中里的草稿进行了校阅、加工和修改后完成的 。这是一部共同执笔的作品，如今得到证实。
对于有争议的部分，内田静江认为是由川端指示故事情节，中里代写的，因此不能说是中里的代笔作。与此相反，小谷野敦推测故事是中里构想的，并认为应该属于中里恒子作品，批评出版商将其出版为川端的作品 。
下条正纯认为从这些资料中，不能确定中里参与写作的程度，但根据中里是横浜市教会学校的毕业生，推测是以中里自身的体验为基础写作的。 
中岛展子分析了中里的草稿和两人之间的书信往来，认为可以看到川端指导新人作家的类似师徒关系的交流 ，虽然 《少女的港湾》是以中里的草稿完成的，但川端对文本的修改改进了文章语言，给作品添加了“广度与色彩”，作品的主题也得到明确。
大森郁之助表示，尚不清楚川端是否在这些信件之前将他的草案（情节发展、场景构成等）传达给了中里  ，但从川端的各种作品中的同性恋主题偏好可以看到，同性恋主题很可能是川端的构想 。大森认为，中里的《花日记》同性恋的程度较低，而川端修改的《少女的港湾》和完全由川端写的《美丽的旅行》同性恋要素很高。马场重行认为第6章的轻井泽部分是川端加工， 并最终是视之为自己的作品。
孙昊的结论是，从文章样式看是共同执笔。